# سوهو (نیویورک)

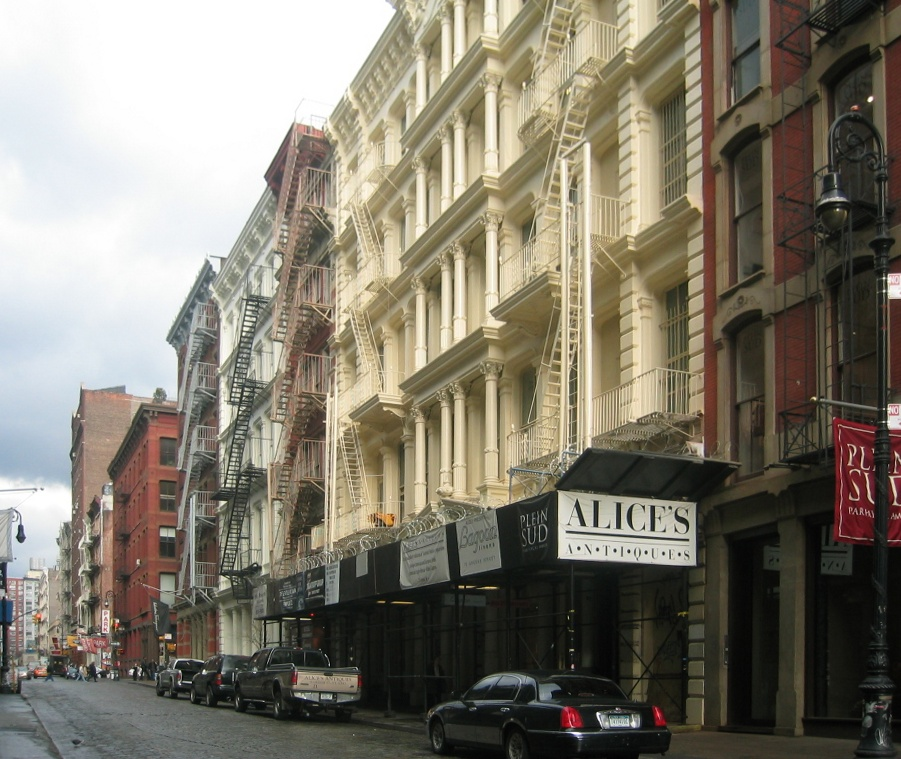
معماری چدنی در خیابان گرین

سوهو (به انگلیسی: SoHo) نام محله‌ای در محلهٔ منهتن، واقع در شهر نیویورک، در ایالات متحده آمریکا است.
در اوایل قرن ۱۹ میلادی، آنجا محله‌ای بود شامل مزرعه ها،تپه ها،رودخونه ها و حتی یک باتلاق در انتهای جنوبی آن، با دولت فدرال و خانه‌سازی به سبک یونانی احیا شده. در اواسط قرن ۱۹ این خانه‌ها بیشتر با بنایی‌هایی با ساختار جامد و چدنی جایگزین شدند. سوهو یک منطقهٔ سرزندهٔ تئاتر و خرید و حتی خانهٔ بسیاری از فاحشه‌ها بود. درنهایت، به عنوان مرکز شهری که در حال رشد به سمت شمال بود، کیفیت منطقه کاهش یافت تا آنجا که به عنوان جهنم صد هکتاری معروف شد(بخاطر آتش‌سوزی‌های فراوان در آن منطقه)؛ یک «زمین بایر صنعتی»، پر از کارگاه‌ها و کارخانه کوچک در هنگام روز، اما خالی در شب.
نام این محله برگرفته از South of Houston به معنای جنوب خیابان هیوستون است.